# Wawa
Wawa är en ort i Kanada.   Den ligger i provinsen Ontario, i den sydöstra delen av landet, 700 km väster om huvudstaden Ottawa. Wawa ligger 260 meter över havet och antalet invånare är 2 975. Den ligger vid sjöarna  Lac Wawa och Wawa Lake.
Terrängen runt Wawa är huvudsakligen platt, men västerut är den kuperad. Runt Wawa är det glesbefolkat, med 8 invånare per kvadratkilometer.. Det finns inga andra samhällen i närheten. 
I omgivningarna runt Wawa växer i huvudsak blandskog.
Wawa Airport ligger nära orten.